# Couronne de Guillaume II

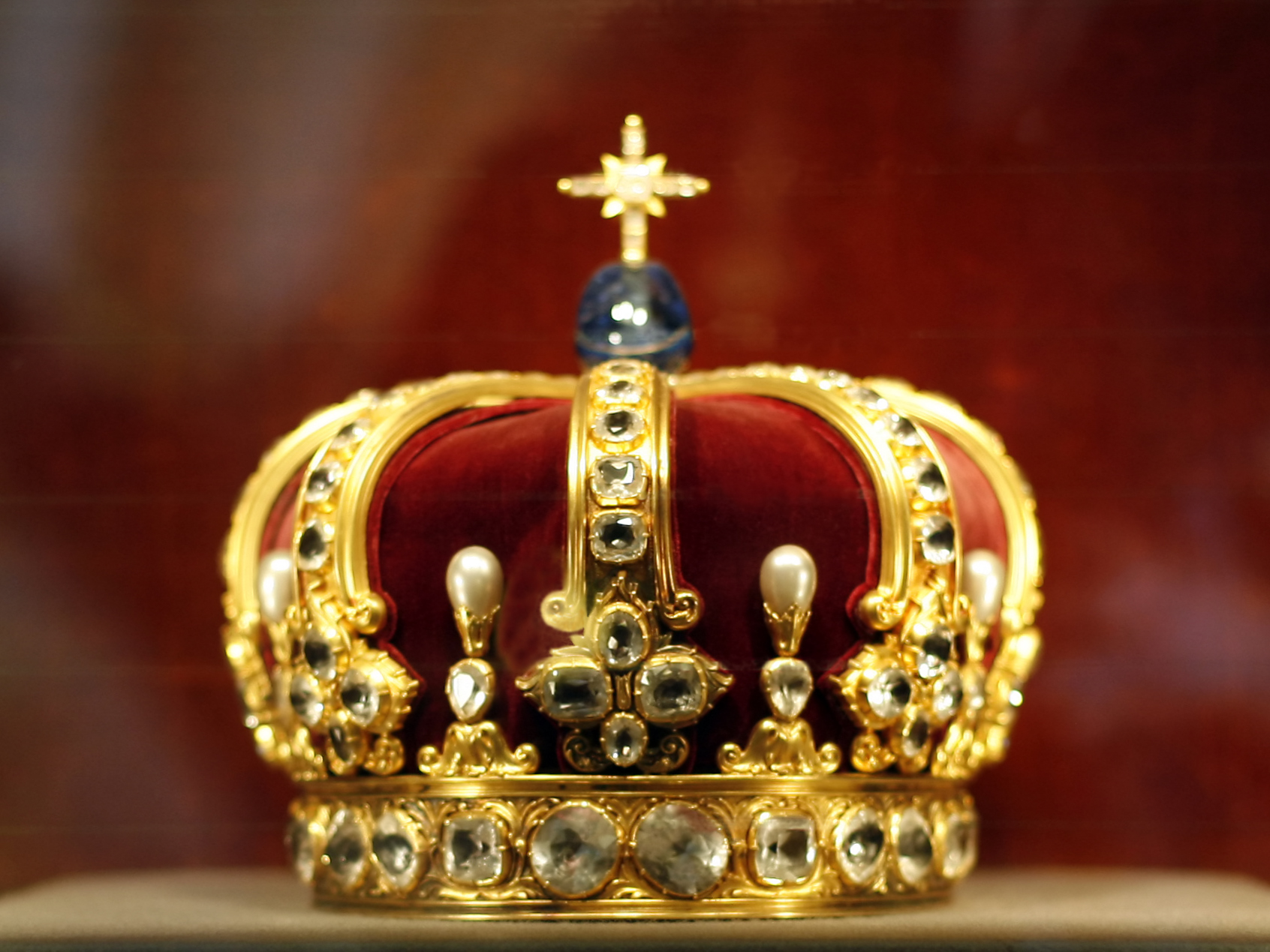
Couronne de Guillaume II.

La couronne de Guillaume II a été confectionnée en tant que couronne royale de l'empereur allemand Guillaume II (qui était aussi roi de Prusse) et appartient aux joyaux de la couronne prussienne.

## Description
La couronne mesure 21 centimètres de circonférence et 20 centimètres de haut. Elle consiste en une couronne fermée d'or massif, sertie de diamants, de perles et de saphirs. La base dorée comporte plusieurs traits gravés et 24 gros diamants incrustés dans les nervures. Sur cette base s'élèvent huit grands et huit petits pics. Les petits pics sont assez larges et s'étendent dans de légères excroissances des deux côtés, avant de porter à la pointe des diamants en forme de cœur et des perles en forme de poire, ressemblant à des bourgeons. Les grands pics figurent quant à eux des feuilles de vigne abritant de gros diamants. Ce sont derrière ces grands pics que s'élancent les huit arches de la couronne, pour se rejoindre au sommet. Chaque arche est sertie de huit à dix diamants. Au sommet repose un globe composé d'un saphir en forme d’œuf et d'une croix chrétienne en diamant. L'intérieur de la couronne est revêtu d'un velours rouge. Dans l'ensemble, la couronne comporte 142 diamants, 18 brillants, 2 saphirs et 8 perles.

## Histoire
Le 27 février 1889, le gouvernement prussien commande la fabrication d'une couronne à Emil Doepler d'après un modèle réalisé par le bijoutier Hugo Schaper.
La couronne n'a jamais été utilisée lors d'un couronnement, car sa raison d'être n'était que représentative. Elle se trouve aujourd'hui au château de Hohenzollern. Pendant la période d'après-guerre, la plupart des pierres de la couronne ont été détachées et vendues par les Hohenzollern pour être remplacées par du strass.